# Viburnum kiusianum
Viburnum kiusianum är en desmeknoppsväxtart som beskrevs av Hatusima. Viburnum kiusianum ingår i släktet olvonsläktet, och familjen desmeknoppsväxter. Inga underarter finns listade i Catalogue of Life.